# Buteo socotraensis
Buteo socotraensis е вид птица от семейство Ястребови (Accipitridae). Видът е световно застрашен, със статут Уязвим.

## Разпространение
Видът е разпространен в Йемен.